# The Rick Mercer Report
The Rick Mercer Report ou Monday Report est une émission de télévision canadienne créée par Gerald Lunz et Rick Mercer et diffusée entre le 12 janvier 2004 et le 10 avril 2018 sur le réseau CBC.

## Synopsis
Du nom de son présentateur, cette série hebdomadaire d’une demi-heure est une présentation satirique (entre l’éducation et l’une des seules critiques sérieuses du côté anglophone) politique. 
L’une des rubriques est une présentation d’un spectacle burlesque venant des lambdas, de préférence dans le cadre d’une manifestation locale. Par exemple, la manière la plus déjantée de descendre une pente enneigée avec une luge.

## Distribution
- Rick Mercer : lui-même